# Świdnica (dopływ Kostrzynia)
Świdnica – rzeka, prawostronny dopływ Kostrzynia o długości 19,58 km.
Przepływa przez południowy skraj wsi Broszków, następnie przez niezabudowane tereny aż do miejscowości Niechnabrz. Po minięciu miejscowości Kępa wpada do rzeki Kostrzyń.
W Broszkowie na Świdnicy usytuowane są stawy rybne. W 1984 roku na części stawów utworzono rezerwat przyrody Stawy Broszkowskie|.